# Partyzanśke (obwód wołyński)
Partyzanśke (ukr. Партизанське) – wieś na Ukrainie w obwodzie wołyńskim, w rejonie kowelskim. W 2001 roku liczyła 98 mieszkańców.